# 拉布萨克
拉布萨克（法語：La Boussac，法語發音：[la busak]）是法国伊勒-维莱讷省的一个市镇，位于该省北部，属于圣马洛区。

## 地理
拉布萨克（48°30'46"N, 1°39'38"W）面积21.93 平方千米，位于法国布列塔尼大區伊勒-维莱讷省，该省份为法国西北部沿海省份，位于布列塔尼半岛东部，北濒大西洋，西接阿摩尔滨海省和莫尔比昂省，南至大西洋卢瓦尔省，西南端接曼恩-卢瓦尔省，东临马耶讷省，东北与芒什省接壤。
与拉布萨克接壤的市镇（或旧市镇、城区）包括：圣布罗拉德尔、桑镇、巴盖尔皮康、布鲁阿朗、埃皮尼亚克、普莱讷富热尔、特朗拉福雷。

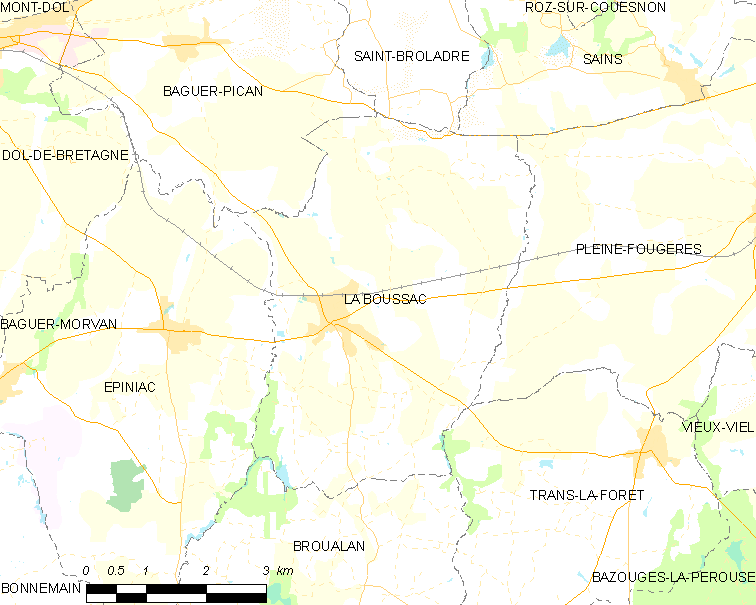
拉布萨克的OSM定位图

拉布萨克的时区为UTC+01:00、UTC+02:00（夏令时）。

## 行政
拉布萨克的邮政编码为35120，INSEE市镇编码为35034。

## 政治
拉布萨克所属的省级选区为布列塔尼地区多勒县。

## 人口

1962-2008年间拉布萨克人口变化图示

拉布萨克于2022年1月1日时的人口数量为1250人。